# Peščenjak
Peščenjak je klastična sedimentna kamnina, sestavljena predvsem iz silikatnih zrnc velikosti peska (0,0625 do 2 mm). Peščenjaki obsegajo približno 20–25 % vseh sedimentnih kamnin.
Večina peščenjaka je sestavljena iz kremena ali glinenca (oba silikata), ker sta najbolj odporna minerala na vremenske procese na površju Zemlje. Tako kot necementirani pesek je lahko peščenjak katere koli barve zaradi nečistoč v mineralih, vendar so najpogostejše barve rjava, rjava, rumena, rdeča, siva, roza, bela in črna. Ker ležišča peščenjaka pogosto tvorijo zelo vidne pečine in druge topografske značilnosti, so nekatere barve peščenjaka močno povezane z določenimi regijami.
Skalne formacije, ki so v glavnem sestavljene iz peščenjaka, običajno omogočajo pronicanje vode in drugih tekočin in so dovolj porozne, da shranijo velike količine, zaradi česar so dragoceni vodonosniki in rezervoarji nafte.
Peščenjak, ki vsebuje kremen, se lahko spremeni v kvarcit z metamorfizmom, ki je običajno povezan s tektonskim stiskanjem znotraj orogenih pasov.

## Izvori
Peščenjaki so klastičnega izvora (v nasprotju z organskimi, kot sta kreda in premog ali kemičnimi, kot sta sadra in jaspis). Zrna silikatnega peska, iz katerih nastanejo, so produkt fizikalnega in kemičnega preperevanja kamninske podlage. Preperevanje in erozija sta najhitrejši na območjih visokega reliefa, kot so vulkanski loki, območja celinskih razpok in orogenih pasov.
Erodirani pesek prenašajo reke ali veter iz izvornih območij v okolja usedanja, kjer je tektonika ustvarila namestitveni prostor za kopičenje sedimentov. Depresije na morskem dnu se nagibajo k kopičenju peska, bogatega z litičnimi zrni in plagioklazi. Intrakontinentalne depresije in grebeni vzdolž kontinentalnih robov so prav tako običajna okolja za odlaganje peska.
Ko se sedimenti še naprej kopičijo v okolju usedlin, starejši pesek pokopljejo mlajši sedimenti in je podvržen diagenezi. To je večinoma sestavljeno iz zbijanja in litifikacije peska. Zgodnje faze diageneze, opisane kot eogeneza, potekajo na majhnih globinah (nekaj deset metrov) in so značilne bioturbacije in mineraloške spremembe v peskih z le rahlo zbitostjo. Rdeči hematit, ki daje barvo rdečim peščenjakom, je verjetno nastal med eogenezo. Globlje vkopavanje spremlja mezogeneza, med katero poteka večina zbijanja in litifikacije.
Stiskanje poteka, ko je pesek pod vse večjim pritiskom prekrivajočih sedimentov. Zrna sedimenta se premaknejo v bolj kompaktne razporeditve, duktilna zrna (kot so zrna sljude) se deformirajo in prostor por se zmanjša. Poleg tega fizičnega stiskanja lahko poteka kemično stiskanje s tlačno raztopino. Stične točke med zrni so najbolj obremenjene, napet mineral pa je bolj topen kot ostalo zrno. Posledično se kontaktne točke raztopijo, kar omogoča, da zrna pridejo v tesnejši stik.
Litifikacija tesno sledi stiskanju, saj povišane temperature v globini pospešijo odlaganje cementa, ki povezuje zrna skupaj. Raztopina pod tlakom prispeva k cementiranju, saj se mineral, raztopljen iz napetih kontaktnih točk, ponovno odloži v nenapetih prostorih por.
Mehansko zbijanje poteka predvsem na globinah manj kot 1000 metrov. Kemično zbijanje se nadaljuje do globine 2000 metrov, večina cementacije pa poteka v globinah 2000–5000 metrov.
Odstranjevanje pokrova zasutega peščenjaka spremlja telogeneza, tretja in zadnja stopnja diageneze. Ker erozija zmanjša globino zakopa, ponovna izpostavljenost meteorni vodi povzroči dodatne spremembe v peščenjaku, kot je raztapljanje nekaj cementa, da nastane sekundarna poroznost.
- Niša v peščenjaku Navajo
- Grobnice tipa Kokh so vrezane v večbarvni peščenjak Petre
- Zrna kremena s hematitnim premazom dajejo oranžno barvo

## Komponente

### Zrna ogrodja
Zrna ogrodja so delci detrita v velikosti peska (0,0625 do 2 milimetra premera), ki sestavljajo večji del peščenjaka.[16][17] Večina ogrodnih zrn je sestavljenih iz kremena ali glinenca, ki sta pogosta minerala, najbolj odporna na vremenske vplive na zemeljskem površju, kot je razvidno iz serije raztapljanja Goldich.[18] Ogrodna zrna lahko razvrstimo v več različnih kategorij glede na njihovo mineralno sestavo:
- Zrna kremena so prevladujoči minerali v večini klastičnih sedimentnih kamnin; to je zato, ker imajo izjemne fizikalne lastnosti, kot sta trdota in kemična stabilnost. Te fizikalne lastnosti omogočajo zrncem kremena, da preživijo večkratno recikliranje, obenem pa omogočajo, da zrna pokažejo določeno stopnjo zaokroženosti. Zrna kremena se razvijejo iz plutonske kamnine, ki je felzičnega izvora, in tudi iz starejših peščenjakov, ki so bili reciklirani.
- Oglata zrna glinenca so običajno drugi najpogostejši mineral v peščenjakih. Glinenec lahko razdelimo na alkalne glinence in plagioklazne glinence, ki jih lahko ločimo pod petrografskim mikroskopom.
  - Kemična sestava alkalnega glinenca sega od KAlSi3O8 do NaAlSi3O8.
  - Plagioklazni glinenec v sestavi od NaAlSi3O8 do CaAl2Si2O8.

- Litična ogrodna zrna (imenovana tudi litični drobci ali litični klasti) so kosi starodavne izvorne kamnine, ki še niso prepereli do posameznih mineralnih zrn. Litični fragmenti so lahko katera koli drobnozrnata ali grobozrnata magmatska, metamorfna ali sedimentna kamnina, čeprav so najpogostejši litični drobci, ki jih najdemo v sedimentnih kamninah, klasti vulkanskih kamnin.
- Akcesorni minerali so vsa ostala mineralna zrna v peščenjaku. Ti minerali običajno predstavljajo le majhen odstotek zrn v peščenjaku. Pogosti dodatni minerali so sljude (muskovit in biotit), olivin, piroksen in korund.[12] Mnoga od teh pomožnih zrn so bolj gosta kot silikati, ki sestavljajo večji del kamnine. Ti težki minerali so običajno odporni na vremenske vplive in se lahko uporabljajo kot indikator zrelosti peščenjaka z indeksom ZTR.[13] Običajni težki minerali vključujejo cirkon, turmalin, rutil (torej ZTR), granat, magnetit ali druge goste, odporne minerale, pridobljene iz izvorne kamnine.

### Matriks
Matriks – osnova, lepilo - je zelo fin material, ki je prisoten v intersticijskem prostoru por med zrni ogrodja. Narava matriksa v intersticijskem prostoru por ima za posledico dvojno razvrstitev:
- Areniti so teksturno čisti peščenjaki brez ali imajo zelo malo matrice.
- Grauwaka – muljasti peščenjak -  je teksturno umazani peščenjaki, ki ima precejšnjo količino matriksa.

### Cement
Cement je tisto, kar povezuje zrna siliciklastičnega ogrodja. Cement je sekundarni mineral, ki nastane po odlaganju in med zakopavanjem peščenjaka. Ti cementni materiali so lahko silikatni minerali ali nesilikatni minerali, kot je kalcit.
- Kremenčev cement je lahko sestavljen iz mineralov kremena ali opala. Kremen je najpogostejši silikatni mineral, ki deluje kot cement. V peščenjaku, kjer je prisoten kremenčev cement, so kremenova zrna pritrjena na cement, kar ustvari rob okoli kremenčevega zrna, ki se imenuje prerast. Prerast ohranja isto kristalografsko kontinuiteto kremenčevega okvirnega zrna, ki se cementira. Opalni cement je v peščenjakih, ki so bogati z vulkanogenimi materiali in zelo redko v drugih peščenjakih.
- Kalcitni cement je najpogostejši karbonatni cement. Kalcitni cement je vrsta manjših kristalov kalcita. Cement se prilepi na zrna ogrodja, tako da zrna ogrodja cementirajo skupaj.
- Drugi minerali, ki delujejo kot cementi, so: hematit, limonit, glinenci, anhidrit, sadra, barit, minerali gline in minerali zeolita.

Peščenjak, ki zaradi vremenskih vplivov izgubi cementno vezivo, postopoma postane drobljiv in nestabilen. Ta proces je mogoče nekoliko obrniti z uporabo tetraetil ortosilikata (Si(OC2H5)4), ki bo odložil amorfni silicijev dioksid med peščena zrna. Reakcija je naslednja.
Si(OC2H5)4 (l) + 2 H2O (l) → SiO2 (s) +  4 C2H5OH (g)

### Prostor por
Prostor por vključuje odprte prostore znotraj kamnine ali prsti. Prostor por v kamnini je neposredno povezan s poroznostjo in prepustnostjo kamnine. Na poroznost in prepustnost neposredno vpliva način, kako so zrna peska zapakirana skupaj.
- Poroznost je odstotek prostornine, ki je naseljen z medprostorji v dani kamnini. Na poroznost neposredno vpliva pakiranje kroglastih zrn enakomerne velikosti, ki so v peščenjakih prerazporejena iz ohlapno zapakiranih v najbolj tesno zapakirane.
- Prepustnost je hitrost, s katero voda ali druge tekočine tečejo skozi kamnino. Za podtalnico se lahko delovna prepustnost meri s hidravličnim gradientom. Darcyjev zakon je zakon, po katerem je hitrost pronicanja tekočine skozi porozno kamnino linearno odvisna od hidravličnega gradienta in hidravlične prepustnosti kamnine.

## Vrste peščenjaka
Peščenjaki so običajno razvrščeni s štetjem točk na tanki rezini z uporabo metode, kot je Gazzi-Dickinsonova metoda. To daje relativne odstotke kremena, glinenca in litičnih zrn ter količino glinenega matriksa. Sestava peščenjaka lahko zagotovi pomembne informacije o genezi sedimentov, če se uporablja s trikotnim fragmentom iz kremena, glinenca in litika (diagrami QFL). Vendar se geologi niso mogli dogovoriti o naboru meja, ki ločuje regije trikotnika QFL.
Vizualni pripomočki so diagrami, ki geologom omogočajo razlago različnih značilnosti peščenjaka. Na primer, grafikon QFL je lahko označen z modelom porekla, ki prikazuje verjeten tektonski izvor peščenjakov z različnimi sestavami okvirnih zrn. Podobno grafikon stopnje zrelosti teksture prikazuje različne stopnje, skozi katere gre peščenjak, ko se stopnja kinetične obdelave usedlin povečuje.
- Diagram QFL je predstavitev zrn ogrodja in matriksa, ki je prisotna v peščenjaku. Ta grafikon je podoben tistim, ki se uporabljajo v magmatski petrologiji. Ko je pravilno narisan, ta model analize ustvari smiselno kvantitativno klasifikacijo peščenjakov.[17]
- Kartica izvora peščenjaka običajno temelji na karti QFL, vendar geologom omogoča vizualno interpretacijo različnih vrst krajev, iz katerih lahko izvirajo peščenjaki.
- Tabela teksturne zrelosti prikazuje razlike med nezrelimi, submaturnimi, zrelimi in supermaturnimi peščenjaki. Ko peščenjak postane bolj zrel, postanejo zrna bolj zaobljena in v matriksui kamnine je manj gline.

### Dottova klasifikacijska shema
Dottova (1964) klasifikacijska shema peščenjaka je ena od mnogih takih shem, ki jih geologi uporabljajo za klasifikacijo peščenjakov. Dottova shema je modifikacija Gilbertove klasifikacije silikatnih peščenjakov in vključuje R.L. Folkove koncepte dvojne teksture in zrelosti kompozicije v en klasifikacijski sistem. Filozofija v ozadju združevanja shem Gilberta in R. L. Folka je, da lahko bolje »prikaže stalno naravo teksturnih variacij od blatne kamnine do arenita in od stabilne do nestabilne sestave zrn«. Dottova klasifikacijska shema temelji na mineralogiji zrn ogrodja in na vrsti matriksa med zrni ogrodja.
V tej posebni klasifikacijski shemi je Dott postavil mejo med arenitom in wakom pri 15 % matriksa. Poleg tega Dott razdeli tudi različne vrste ogrodnih zrn, ki so lahko prisotna v peščenjaku, v tri glavne kategorije: kremen, glinenec in litična zrna.

### Kvarcit
Ko je peščenjak izpostavljen veliki vročini in pritisku, povezanim z regionalnim metamorfizmom, se posamezna zrna kremena rekristalizirajo skupaj s prejšnjim cementnim materialom, da tvorijo metamorfno kamnino, imenovano kvarcit. Večina ali vsa prvotna tekstura in sedimentne strukture peščenjaka so izbrisane z metamorfizmom. Zrna so tako tesno povezana, da ko se kamnina zlomi, se zlomi skozi zrna in tvori nepravilen ali konhoidni prelom.
Geologi so do leta 1941 ugotovili, da nekatere kamnine kažejo makroskopske značilnosti kvarcita, čeprav niso bile podvržene metamorfizmu pri visokem tlaku in temperaturi. Te kamnine so bile podvržene le veliko nižjim temperaturam in pritiskom, povezanim z diagenezo sedimentnih kamnin, vendar je diageneza kamnino tako temeljito utrdila, da je potrebna mikroskopska preiskava, da jo ločimo od metamorfnega kvarcita. Izraz ortokvarcit se uporablja za razlikovanje takšne sedimentne kamnine od metakvarcita, ki nastane z metamorfizmom. Izraz ortokvarcit se je občasno bolj splošno uporabljal za kateri koli kremenčev arenit, cementiran s kremenom. Ortokvarcit (v ožjem smislu) je pogosto 99 % SiO2 z le zelo majhnimi količinami železovega oksida in mineralov, odpornih v sledovih, kot so cirkon, rutil in magnetit. Čeprav je običajno prisotnih malo fosilov, so prvotna tekstura in sedimentne strukture ohranjene.
Tipična razlika med pravim ortokvarcitom in navadnim kremenčevim peščenjakom je, da je ortokvarcit tako visoko cementiran, da se zlomi čez zrna, ne okoli njih. To je razlika, ki jo je mogoče prepoznati na terenu. Po drugi strani pa je razlika med ortokvarcitom in metakvarcitijem začetek rekristalizacije obstoječih zrn. Ločilno črto lahko postavite na točko, kjer se napeta kremenčeva zrna začnejo nadomeščati z novimi, nenapetimi, majhnimi kremenčevimi zrnci, ki proizvajajo teksturo malte, ki jo je mogoče prepoznati v tankih delih pod polarizacijskim mikroskopom. Z naraščajočo stopnjo metamorfizma nadaljnja rekristalizacija povzroči penasto teksturo, za katero so značilna poligonalna zrna, ki se srečujejo na trojnih stičiščih, in nato porfiroblastično teksturo, za katero so značilna groba, nepravilna zrna, vključno z nekaterimi večjimi zrni (porfiroblasti).

## Uporaba
Peščenjak se že od prazgodovine uporablja za gradnjo, dekorativna umetniška dela in orodje. Široko se uporablja po vsem svetu pri gradnji templjev, cerkva, domov in drugih zgradb ter v gradbeništvu.
Čeprav je njegova odpornost na vremenske vplive različna, je peščenjak enostaven za obdelavo. Zaradi tega je običajen gradbeni material in material za tlakovanje, tudi v asfaltbetonu. Vendar so bile nekatere vrste, ki so se uporabljale v preteklosti, na primer peščenjak Collyhurst, ki se uporablja v severozahodni Angliji, slabo dolgoročno odporne na vremenske vplive, zaradi česar so bila potrebna popravila in zamenjava v starejših stavbah. Zaradi trdote posameznih zrn, enakomernosti velikosti zrn in drobljivosti njihove strukture so nekatere vrste peščenjaka odlični materiali za izdelavo brusov, za brušenje rezil in drugih pripomočkov. Nedrobljivi peščenjak se lahko uporablja za izdelavo brusov za mletje žita, npr.
Vrsta čistega kremenčevega peščenjaka, ortokvarcit, z več kot 90–95 odstotki kremena,  je bila predlagana za nominacijo v Global Heritage Stone Resource. V nekaterih regijah Argentine je fasada z ortokvarcitnimi kamni ena glavnih značilnosti bungalovov v slogu Mar del Plata.
- Verwendungsbeispiele bedeutsamer Sandsteinsorten
- Nürnberški grad (detajl) iz worzeldorfskega peščenjaka
- Borza bombaža v Bremnu iz belega mainškega peščenjaka
- Nova borza (Kaliningrad) iz peščenjaka Obernkirchner
- Welfenschloss (Hannover) iz velpkerškega peščenjaka
- Galerija Semper v dresdenskem Zwingerju iz različnih vrst labskega peščenjaka
- Berlinska stolnica s šlezijskim peščenjakom vrst Friedersdorf in Wunschelburger
- Zvezna palača v Bernu s fasado, večinoma iz bernskega peščenjaka
- Fasadna obloga na železniški postaji Metz iz rumenega peščenjaka iz Vogezov
- Rdečkasti vogeški peščenjak v Strasbourški stolnici
- Glavni trakt Univerze v Sydneyju, tako imenovana univerza iz peščenjaka
- Kip Marija Brezmadežna iz peščenjaka Fidelisa Sporerja, okoli 1770, v Freiburgu, Nemčija
- 17.000 let stara oljna svetilka iz peščenjaka, odkrita v jamah Lascauxa v Franciji